# فلم موندو
أفلام الموندو هي نوع فرعي من أفلام الاستغلال والأفلام الوثائقية. تُصنع العديد من أفلام موندو بطريقة تشبه فيلم وثائقي زائف وعادة ما تصور مواضيع أو مشاهد أو مواقف مثيرة. تشمل السمات الشائعة لأفلام الموندو تصوير الثقافات الأجنبية (بشكل إستعراقي أو عنصري)، والتركيز على الموضوعات المحظورة مثل الموت والجنس، والتسلسلات المسرحية المقدمة على أنها لقطات وثائقية حقيقية. بمرور الوقت، ركزت الأفلام بشكل متزايد على لقطات الموتى والمحتضرين (الحقيقية والمزيفة). يُلاحظ هذا النوع أيضًا من خلال لقطات مصورة للموت والمتوفين غالبًا ما يتم عرضها في العديد من هذه الأفلام، مما أدى إلى اللقب الشائع «فيلم الموت».

## تعريف
مصطلح موندو مشتق من الكلمة الإيطالية لـ «العالم». يستخدم مصطلح shockumentary (الذي يدمج كلمتي "shock" التي تعني الصدمة وdocumentary التي تعني وثائقي) أيضًا لوصف أفلام الموندو.

## مقالات ذات صلة
- وثائقي هزلي

- وداعا إفريقيا (فيلم)